# Häxprocessen i Wiesensteig
Häxprocessen i Wiesensteig utspelade sig i Wiesensteig i Tyskland år 1562. Den ledde till avrättningen av 67 kvinnor för trolldom och betraktas som den första av de många stora häxprocesserna i Tyskland och som startpunkten för den fortsatta häxjakten i Europa. Fallet gav upphov till boken Demoniska trick, som utgavs på latin flera gånger åren 1563-1583 och skildrades i en pamflett kallad Sanna och förskräckande dåd av 63 häxor (1563). 
Wiesensteig led under denna tid av religiösa konflikter, krig, svåra hagelstormar och epidemier, och stadens härskare greve Ulrich von Helfensten lade skulden på häxor. Efter en hagelstorm 3 augusti 1562, som förorsakade svåra skador, lät Helfensten arrestera sex kvinnor för häxeri, de tvingades genom tortyr erkänna trolldom. Ytterligare kvinnor avrättades; först 41 stycken till, och den 2 december 1562 slutligen 20 stycken genom bränning på bål. 
Ulrich von Helfenstens religion har blivit debatterad i förbindelse med häxprocessen. Han var ursprungligen katolik, sedan protestant vid tiden för processen och, från 1567, återigen katolik, vilket också speglade staden. Wiesensteig hade ytterligare häxprocesser 1583 (25 döda), 1605 (14 döda) och 1611 (fem döda). 